# Smeagol
Это статья о роде брюхоногих моллюсков. О литературном персонаже см. Голлум
Smeagol (лат.) — род лёгочных улиток из семейства Onchidiidae, выделяемый в собственное подсемейство Smeagolinae. Слизни длиной около сантиметра. Обитают у берегов Новой Зеландии и Австралии.

## Строение и образ жизни
Представители этого рода лишены раковины и живут на верхних горизонтах приливно-отливной зоны, составленной хорошо промытой морем галькой. При скольжении по поверхности грунта моллюски выделяют большое количество слизи из особой железы, расположенной в передней части ноги. Эта сильно модифицированная часть ноги по форме напоминает шляпочный гриб, «ножка» которого представляет собой железу, а «шляпка» способна функционировать в качестве присоски, позволяя моллюску быстро и прочно прикрепляться к грунту в случае опасности.

## Этимология и таксономия
Род получил название в честь Смеагола — персонажа литературных произведений Джона Рональда Руэла Толкина. Франк Климо, описавший его, объяснил выбор тем, что, по его мнению, этот слизень имеет бо́льшее значение для филогенетики, чем может показаться, подобно тому как Голлум-Смеагол играет важную роль в истории Кольца Всевластья.
В 1980 году Климо имел дело лишь с одним видом из Новой Зеландии — Smeagol manneringi, который он выделил не только в собственные род и семейство, но и в отряд — Smeagolida (в составе лёгочных моллюсков, рассматривавшихся тогда в ранге подкласса). Впоследствии взгляды на родственные отношения брюхоногих моллюсков претерпели период бурного развития, в результате чего данную группу в настоящее время рассматривают в ранге подсемейства в пределах семейства Onchidiidae. В 1992 году Симон Тилье и Уинстон Пондер описали несколько новых видов с побережья Австралии и Новой Зеландии и включили их в тот же род. Таким образом, на данный момент подсемейство насчитывает пять видов, принадлежащих к одному роду Smeagol:
- Smeagol climoi Tillier & Ponder, 1992
- Smeagol hilaris Tillier & Ponder, 1992
- Smeagol manneringi Climo, 1980typus
- Smeagol parvulus Tillier & Ponder, 1992
- Smeagol phillipenis Tillier & Ponder, 1992